# سرگئی پروکفیف

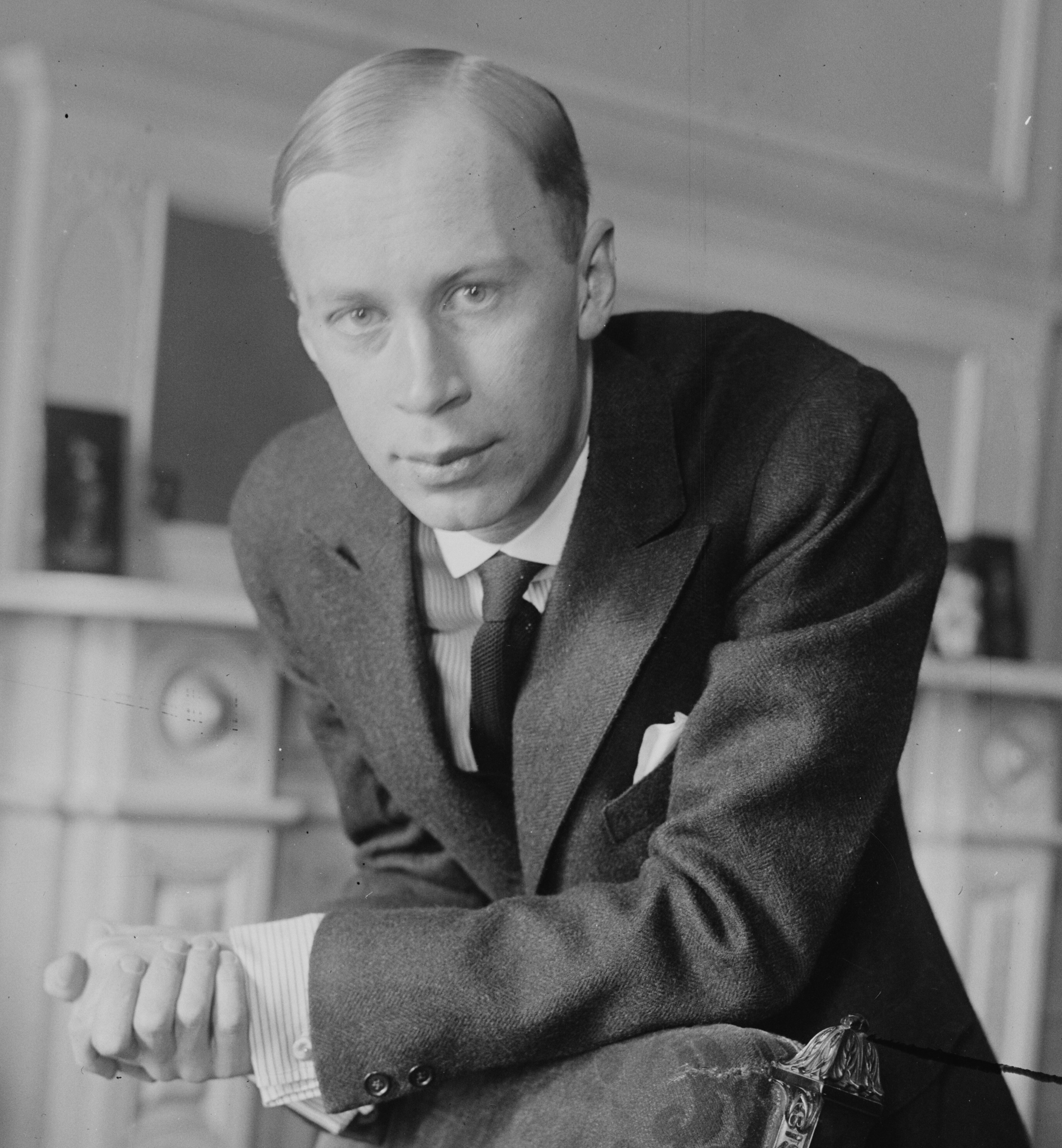
سرگئی پروکفیف در نیویورک، ۱۹۱۸

سرگئی سرگئیه‌ویچ پروکفیِف ‏(به روسی: Сергей Сергеевич Прокофьев)‏ (۲۳ آوریل ۱۸۹۱ در سونتسووکا، اوکراین - ۵ مارس ۱۹۵۳ در مسکو) آهنگساز و پیانیست روس بود.

## زندگی‌نامه
پروکفیف در دهکدهٔ سونتسووکا اوکراین به دنیا آمد. او از پنج‌سالگی نبوغ خود در موسیقی را نشان داد و در نه‌سالگی نخستین اپرای خود را نوشت. او در سال‌های ۱۹۰۴ تا ۱۹۱۴ در کنسرواتوار سنت پترزبورگ به تحصیل پرداخت. وی پس از سال‌ها اقامت در لندن و پاریس و برگزاری پنج تور در آمریکا، در سال ۱۹۳۶ به شوروی بازگشت. داستان پیتر و گرگ یکی از نخستین آثار او پس از بازگشت بود که آن را به موسیقی تبدیل کرد و در مدت کوتاهی به موفقیت زیادی دست یافت.

## رابطه با حکومت

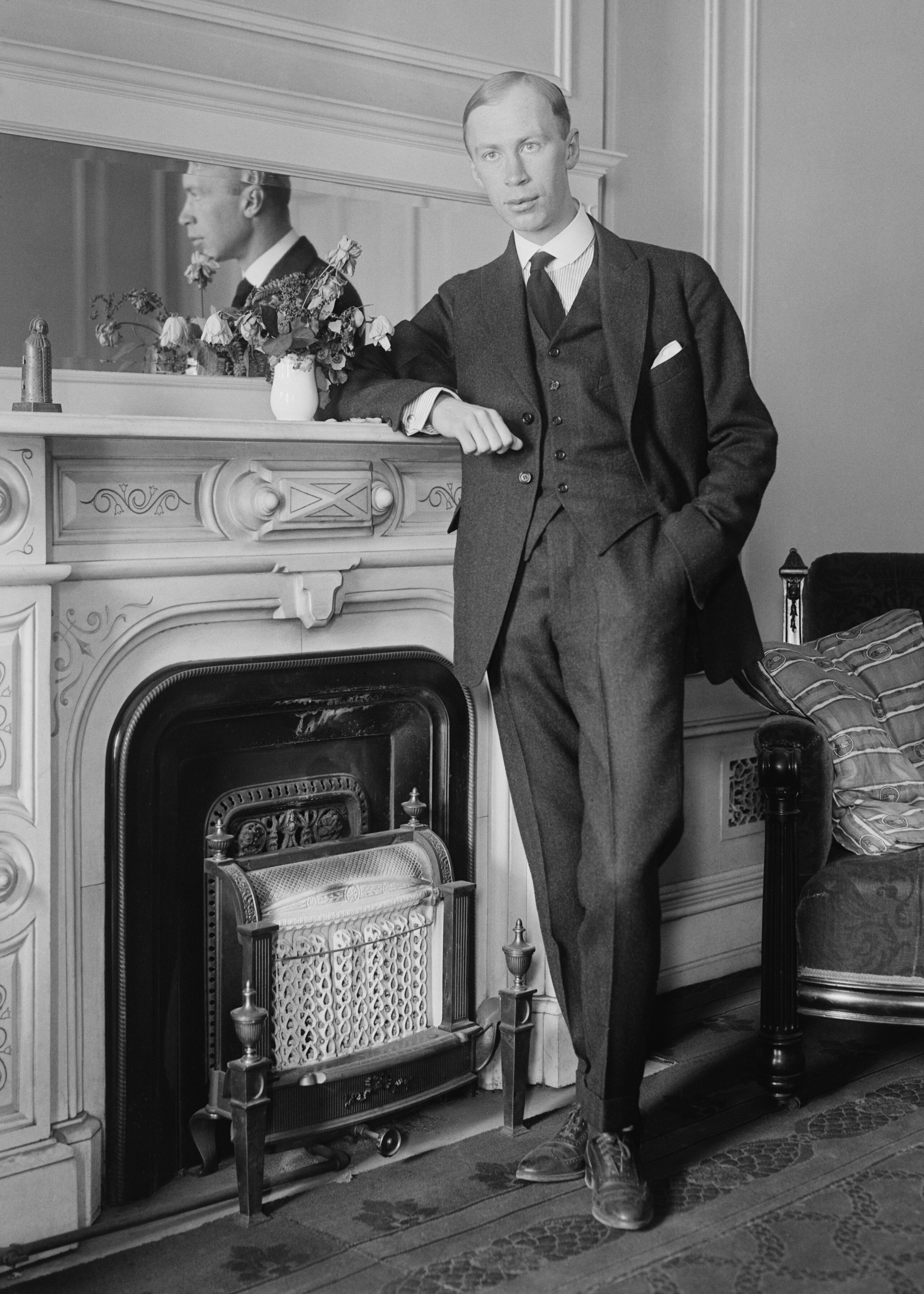
سرگئی سرگئیه‌ویچ پروکفیِف در سال 1918

استالین در سال ۱۹۴۸ شروع به حذف و پاکسازی آهنگسازان کرد.
استالین به کمیسرهایش دستور داد موسیقی «سوسیالیسم واقع گرایانه» را به آهنگسازان تحمیل کنند و هر کس را که ایده دیگری دارد، به راحتی کنار بگذارند.
او همچنین گزارش داد که مردم «در سراسر اتحاد جماهیر شوروی» به اتفاق آرا، به اصطلاح فرمالیست‌ها را محکوم کردند و خواستند با تمام کسانی که نامشان در لیست سیاه بوده‌است، مانند وطن فروشان رفتار شود؛ «سمفونیهای روشنفکرمآب دیگر کافی است! با دستورهای روشن و صریح حزب، تمام مانیفست‌های فرمالیست‌ها را متوقف خواهیم کرد». زمان تشکیل نخستین کنگره انجمن آهنگسازان، فهرست کاملی از آهنگسازان «ضد مردم» تهیه کرد. نخستین «ضدسوسیالیستها» شوستاکوویچ، پروکوفیف، خاچاطوریان و مایاکوفسکی بودند.

## درگذشت
او را در یک مراسم مجبور کردند مقابل جمع از اشتباهاتشان ابراز پشیمانی کند. پس از آن پروکوفیف سکته مغزی کرد و هیچ وقت از آن بهبود نیافت و پنج سال بعد، در یک روز با استالین درگذشت. خبر مرگ او تا یک هفته انتشار نیافت، چون در آن زمان رسانه‌های گروهی شوروی مرتباً اخبار مربوط به مرگ استالین را پخش می‌کردند.

## برخی از آثار
- ۴ کنسرتو پیانو
- ۲ کنسرتو ویولن
- ۸ اپرا
- ۷ باله
- رومئو و ژولیت
- پیتر و گرگ
- کانتات الکساندر نوسکی
- چندین سمفونی و موسیقی فیلم از جمله موسیقی فیلم ایوان مخوف (Ivan the Terrible) ساخته سرگئی آیزنشتاین
- سوناتهایی برای پیانو، ویولن، فلوت و ویولنسل تنها
- فهرست آثار (در ویکی‌پدیای فرانسوی)

## شنیدن آثار
- youtube
- deezer